# Атиљано
Атиљано (итал. Attigliano) је насеље у Италији у округу Терни, региону Умбрија.
Према процени из 2011. у насељу је живело 1754 становника. Насеље се налази на надморској висини од 88 м.

## Становништво
Према резултатима пописа становништва 2011. у општини је живело 1.917 становника.
| 1931. | 1936. | 1951. | 1961. | 1971. | 1981. | 1991. | 2001. | 2011. |
| ----- | ----- | ----- | ----- | ----- | ----- | ----- | ----- | ----- |
| 1.077 | 1.211 | 1.435 | 1.505 | 1.641 | 1.689 | 1.663 | 1.700 | 1.917 |